# Енес Беговић
Енес Беговић (Високо, 1965) босанскохерцеговачки је пјевач те текстописац и музички продуцент.
У каријери је снимио 16 студијских албума и има 5 компилација, преко 200 композиција. Хитови су му: Сироче, Шта бих ја без тебе, Иди од мене (Ево ти све и иди), Све ме жене оставише, Ноћима нема краја, Кајеш ли се (или не), Босанац, Не дају ми да те волим, Ноћна птица, Од живота узми све, Опрости јој Боже, Само једном се живи, Све имао само тебе не, Ако ипак дођеш да ме видиш, Очи боје бадема, Зелена ријека, Лијепа је, Дођи на годину (дует са Елвиром Рахић), Да ми нуде Сарај’во, Нема нама љубави, Усне од меда, Рођендан, Добро јутро љубави, те интерпретације Шехидски растанак и Очи моје клетвом бих вас клео.

## Почеци
Рођен је у Високом 1965. године. Има старијег брата и сестру. Док је похађао средњу школу (3. разред гимназије) у Високом 1978, прошао је као најмлађи међу 142 кандидата на аудицији РТВ Сарајево као соло вокалиста (пјевао је Крај потока бистре воде и на молбу жирија Ах мерака у вечери ране), што је догађај који је потакнуо његов интерес за музику. Након мјесец и по добио је телеграмски позив за прво снимање на радију; то је била пјесма Откако је Бања Лука постала.

## Каријера
Беговић је ушао у свијет професионалне музике 1985, када је написао и издао први студијски албум Још само једном сјети се (Дискотон); овај албум познат је и под насловом Децембарско вече. Сарадњу са Дискотоном остварио је захваљујући извођењу пјесме Отворите моје срце. Други студијски албум Шта бих ја без тебе (1987) садржи хит пјесму Сироче (односи се на смрт његовог оца). Године 1990. прешао је из Дискоса (за који је снимио албум Вријеме је донијело истину / Што је нема) у Југодиск и снимио четврти студијски албум Босанац / Ноћима нема краја — Живот тече даље. Албум и пјесма истог наслова, Босанац, за коју је музику урадио Мића Николић и чији је текст написао Миодраг М. Илић, постали су велик успјех; албум је продат у најмање 500.000 примјерака.
Године 2002, са Гоцом Божиновском отпјевао је дует Казнио ме живот, у издању Гранд продукције. Имају и заједнички наступ на концерту 2000. године.
Побиједио је на Фестивалу народне музике Илиџа 2008. године пјесмом Душа Сарајева, коју је написао Драган Стојковић Босанац. Поп-рок дует Два јарана снимио је са колегом Тифом у марту 2011. Пјесму је написао босанско-њемачки текстописац Амир Јесенковић. Два јарана је првобитно требало да пјева са Нихадом Алибеговићем.
Године 2011, објавио је албум Лијепа је; издала га је Хајат продукција, а издвојила се насловна пјесма која је постала хит и за коју је снимљен спот у којем се појављује бх. пјевачица и манекенка (бивша мис БиХ, 2001) Ана Рачановић. Дана 26. новембра 2011, у сарајевској Дворани Мирза Делибашић (Скендерија) одржао је солистички концерт за 25. годишњицу своје професионалне каријере.
На аустралијској турнеји 2016. почео је да пјева у Перту, 4. марта 2016. Беговић наступа за бх. дијаспору у Сиднеју, Бризбејну, Аделејду; турнеју је завршио са два концерта у Мелбурну, 18. и 19. марта. Пјевао је и у Љунгдали (Шведска), те Чикагу, Њујорку и Сијетлу (САД).
Почетком 2019, објавио је пјесму Рођендан којом је најавио нови албум након дуже дискографске паузе; интересантно је да се у споту који је снимљен за нумеру као главна улога појавио бх. фудбалски репрезентативац Ермин Бичакчић. У студију МПЈСБиХ (МПБХРТ) концертом 17. јуна 2019. године представио је повратнички албум 19. Концерт је почео пјесмом Ако ипак дођеш да ме видиш, а завршио патриотским хитом Босанац; гостовали су му Фатмир Сулејмани и Халид Бешлић. Са албума се издвојила пјесма Нема нама љубави са раније (2017) снимљеним спотом који има преко милион прегледа на Јутјубу. Пјевао је на јавном дочеку Нове године 2018/19. на градском тргу у Зеници, са Амелом Ћурићем и Кицетом.
Кроз каријеру је помагао младим пјевачима. Снимио је 2019. године духовну пјесму (касиду) са спотом, 27. ноћ, са омладинским хором из Зенице; за музику и текст се побринуо Мирко Шенковски Џеронимо.

## Дискографија

### Студијски албуми
1. Још само једном сјети се (1985/86)
2. Шта бих ја без тебе (1987)
3. Вријеме је донијело истину / Што је нема (1988/89)
4. Босанац / Ноћима нема краја — Живот тече даље (1990/91)
5. Очекујеш превише (1992)
6. Ноћна птица (1993)
7. Ноћи пуне љубави (1995)
8. Од живота узми све (1997/98)
9. Опрости јој, Боже (1999)
10. Само једном се живи (2001)
11. Да се напијем (2002)
12. Тако те волим (2004)
13. Очи боје бадема (2006)
14. За љубав / Љубим гдје те боли највише (2008)
15. Лијепа је (2011)
16. 19 (2019)

### Компилације
- Асови и севдах (1993) — са Халидом Муслимовићем
- Нема краја (1994)
- The Best Of (1998)
- Највећи хитови (2011) — са Семиром Церићем Кокетом

- Несрећо моја — Ноћ невјерства (?) — са Сенадом Милкићем

### Видеографија
| Спот                            | Год. | Режисер          |
| ------------------------------- | ---- | ---------------- |
| Ноћима нема краја               | 1991 | JD               |
| Зелена ријека                   | 2006 | Gold Music TV    |
| Да љубим (Живот без ње туга је) | 2009 | GOTIVA           |
| Дођи на годину                  | 2010 | Мурис Беглеровић |
| Ако некад дођеш да ме видиш     | 2011 | —                |
| Све може човјек жив             | 2013 | —                |
| Лијепа је                       | 2013 | —                |
| Четири зиме                     | 2014 | zap              |
| Није ми к’о теби                | 2014 | —                |
| Опрости срећо                   | 2016 | Hayat Production |
| Да ми нуде Сарајево             | 2017 | Hayat Production |
| Нема нама љубави                | 2017 | Харис Дубица     |
| Усне од меда                    | 2017 | Горан Шљивић     |
| Рођендан                        | 2019 | Харис Дубица     |
| 27. ноћ                         | 2019 | AREA 7           |
| Добро јутро љубави              | 2020 | Јасмин Пивић     |

## Фестивали
- 1985. Илиџа — Отворите моје срце
- 1997. Севдах фест, Бихаћ — Зоро плава
- 1998. Севдах фест, Бихаћ — Звијездо мога неба
- 2002. Севдах фест, Бихаћ — Љубавно лудило (дует)
- 2006. Севдах фест, Бихаћ — Одустајем
- 2008. Илиџа — Отворите моје срце / Стара стаза (Вече легенди)
- 2008. Илиџа — Душа Сарајева, побједничка пјесма
- 2013. Илиџа — Душа Сарајева / Ђул Зулејха (Вече Све љепоте Илиџанских фестивала)
- 2017. Илиџа — Очи моје клетвом бих вас клео / Хајро, Хајрија, цуро најмилија
- 2018. Фестивал севдалинке, Тузла - Звијезда тјера мјесеца / Са Градачца бијеле куле, гост ревијалне вечери фестивала
- 2020. Илиџа — Очи моје клетвом бих вас клео / Кад сретнеш Ханку / Лијепа је
- 2024. Илиџа — Даље морам сам (Ревијално вече фестивала Златни микрофон)

## Признања
- Највећи таленат народне музике на просторима бивше Југославије (1989)
- Награда Златна ружа мира
- Пјевач године у БиХ четири пута[1][6][9][10][11]